# Bombardement op Koriša
Op 15 mei 1999 bombardeerden NAVO-vliegtuigen het dorp Koriša in Kosovo tijdens Operatie Allied Force. Ten minste 87 burgers kwamen om het leven en 60 raakten gewond als een gevolg hiervan. NAVO-functionarissen zeiden voor en na het bombardement dat gericht was op legitieme militaire doelen.
Het incident vond plaats nabij Koriša, een dorp in de buurt van de zuidelijke stad Prizren. 

## Nasleep
Op Servische televisie was later de schade te zien die aangericht was. Beelden van verwoesting, onherkenbare verbrandde lichamen en uitgebrande tractoren waren te zien op de locatie van de aanval. De Joegoslavische regering drong aan dat de NAVO toe zou geven burgerdoelen te hebben aangevallen, terwijl Kosovo-Albanezen beweerden dat het de schuld was van Joegoslavische autoriteiten die burgers gebruikt zou hebben als menselijk schild zodat deze door NAVO-bommen gedood zouden worden.